# Francuski gastronomski objed
Francuski gastronomski objed je naziv za društvenu tradiciju uživanja u francuskoj kuhinji prilikom važnih događanja u životu pojedinca i skupina, kao što su proslave rođenja, vjenčanja, rođendana, godišnjica, postignuća i sl. To je slavljenički objed za koji se ljudi okupljaju kako bi uživali u umjetnosti dobre hrane i pića (gastronomija). Gastronomski objed naglašava zajedništvo, uživanje u okusima, te ravnotežu ljudi i plodova prirode; on učvršćuje obiteljske veze, privlači prijatelje i jača šire društvene veze. Zbog toga je francuski gastronomski objed upisan na UNESCO-ov popis nematerijalne svjetske baštine u Europi 2010. god.

## Odlike
Francuskom gastronomskom objedu prethodi pažljiv odabir jela iz neprestano rastućeg repertoara recepata, kupnja dobrih, po mogućnosti lokalnih proizvoda koji se sljubljuju, kao i odabir vina koja se sljubljuju s odabranim menijem i ukusno postavljanje stola. Slijedi veliko francusko umijeće pripreme jela (francuska kuhinja), ali i jedinstven oblik njihova uživanja koji uključuje mirisanje i probavanje jela za stolom. Svaki gastronomski objed treba slijediti strog slijed koji započinje aperitivom, a završava konzumacijom likera (digestiv), između kojih su najmanje dva slijeda uključujući predjelo (entrée), glavno jelo (plat principal koji započinje s hors d'oeuvre ili „početnim slijedom”) od ribe i/ili mesa s povrćem, te opcionalnih međuslijedova (entremet) i priloga, te naposljetku sira i deserta. 
Pojedinci koji duboko poznaju tradiciju i čuvaju sjećanje na ritualno objedovanje se nazivaju gastronomi i njihova zadaća je da oralnim ili pismenim putem prenose svoja znanja novim generacijama.

## Vanjske poveznice
- Video primjer na youtube-u (fr.)